# La Grande Panique
Pour plus de détails, voir Fiche technique et Distribution.
La Grande Panique (The Big Stampede) est un film américain réalisé par Tenny Wright, sorti en 1932.

## Synopsis
À la fin des années 1870, dans le Territoire du Nouveau-Mexique. Le shérif John Steele est chargé par le gouverneur Wallace de s'occuper des nombreux vols de bétail qui se passent dans la région...

## Fiche technique
- Titre original : The Big Stampede
- Titre français : La Grande Panique
- Réalisation : Tenny Wright
- Scénario : Kurt Kempler
- Décors : Ben Bone
- Photographie : Ted D. McCord
- Son : Al Riggs
- Montage : Frank Ware
- Musique : Bernhard Kaun
- Production : Leon Schlesinger
- Production associée : Sid Rogell
- Société de production : Leon Schlesinger Studios
- Société de distribution : Warner Bros.
- Pays de production :  États-Unis
- Langue originale : anglais
- Format : noir et blanc — 35 mm — 1,37:1 — son Mono (Western Electric System)
- Genre : Western
- Durée : 54 minutes
- Dates de sortie : 
  - États-Unis : 8 octobre 1932
  - France : 20 juin 1951

## Distribution
- John Wayne : John Steele
- Noah Beery : Sam Crew
- Paul Hurst : "Arizona" Frank Bailey
- Mae Madison : Ginger Malloy
- Luis Alberni : Sonora Joe
- Berton Churchill : Gouverneur Wallace
- Sherwood Bailey : Pat Malloy
- Lafe McKee : Cal Brett
- Joseph W. Girard : Major Parker
- Iron Eyes Cody (non crédité) : un serviteur indien

## Autour du film
- Ce film est le remake de The Land Beyond the Law (1927) de Harry J. Brown, avec Ken Maynard, le film de 1927 ayant servi aussi à un autre remake : Land Beyond the Law (1937) de B. Reeves Eason, avec Dick Foran